# 4,5×26mm MKR

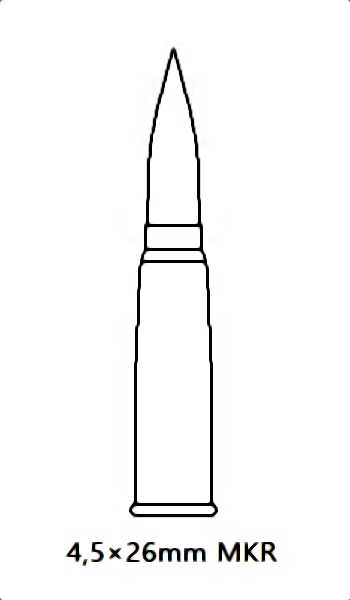
Diagrama básico de um cartucho 4,5mm MKR

O 4,5mm MKR foi um protótipo de cartucho de fogo circular sueco desenvolvido em 1978 pela Interdynamic AB para seu fuzil de assalto e carabina bullpup "MKR" (também um protótipo).

## Performance
A curva balística e o desempenho geral do 4.5x26 MKR foi considerado semelhante ao do 5,56×45mm NATO com a bala "M-193" a até 300 metros. Seu projétil mais afilado de 4,5 mm podia penetrar em um capacete de aço até 300 m. Isso foi devido a uma combinação de velocidade ligeiramente maior, um coeficiente balístico Ingalls semelhante ao da bala M-193 (0,245 vs 0,265) e a capacidade de penetração superior das balas de cobre sólido laminado a frio vs balas de chumbo encamisadas, dada uma densidade seccional igual. Era potencialmente letal (80 Joules) até 750m e sua tendência a tombar no impacto era o dobro da bala 5,56 M-193, garantindo assim uma transferência mais eficaz de sua energia diminuta para o alvo, especialmente porque sua ponta tendia a dobrar. O alcance máximo foi de 2.500m.
Devido a preocupações sobre o poder de parada, confiabilidade e problemas com o uso de cartucho de fogo circular, o projeto MKR foi abandonado no estágio de protótipo e o MKR de 4,5 mm nunca entrou em serviço ou qualquer tipo de uso generalizado.